# Vital signs: un anno, una vita
Vital signs: un anno, una vita (Vital Signs) è un film del 1989 diretto da Marisa Silver e prodotto dalla 20th Century Fox.

## Trama
California, fine anni ottanta. Un gruppo di amici e studenti di medicina si prepara ad affrontare il terzo anno, che prevede il tirocinio in ospedale sotto la supervisione del preside e primario di chirurgia David Redding. Ben presto emerge la rivalità tra Michael, "figlio d'arte", e Kenny, proveniente da una famiglia di commercianti e neosposo: i due giovani si contendono la riconferma nello stesso prestigioso ospedale anche per l'anno successivo, possibilità che sarà riservata allo studente che conseguirà i voti più alti. Tra Michael e la collega di corso Gina, aspirante pediatra che ha già una frequentazione con il dottor Ballentine, nasce una storia. Quando la paziente oncologica Henrietta Walker, insegnante cinquantenne, stenta a risvegliarsi dopo l'asportazione del carcinoma gastrico, presentando i segni dell'oliguria postoperatoria, tra Ballentine e Michael sorge un disaccordo sulle misure da prendere: il primo, prevenuto nei confronti di Micheal che gli ha portato via Gina, respinge la terapia suggerita dal tirocinante e prescrive soltanto il reintegro dei fluidi. Andando contro gli ordini di Ballentine e le regole universitarie, Michael somministra invece alla signora Walker della dopamina così da aumentarne il rendimento cardiaco. Venuto a sapere dell'iniziativa personale di Michael e nonostante la paziente si sia ripresa, il dottor Redding convoca il consiglio universitario, che sospende il giovane. Kenny, andando contro ai suoi interessi, informa il dottor Redding che Ballentine ha avuto ragioni personali per non approvare la terapia caldeggiata Michael, che viene perciò riammesso al corso e promosso.

## Colonna sonora
Tra le tracce che compongono la colonna sonora figura il brano del 1965 di Fontella Bass Rescue Me. 